# Phân tông Bông tai
Phân tông Bông tai (danh pháp khoa học: Asclepiadinae) là một phân tông thực vật có hoa trong tông Asclepiadeae thuộc phân họ Asclepiadoideae của họ Apocynaceae.

## Phân loại
Phân tông này gồm 25 chi như sau:
- Aidomene
- Asclepias
- Aspidoglossum
- Aspidonepsis
- Calciphila
- Calotropis
- Cordylogyne
- Fanninia
- Glossostelma
- Gomphocarpus
- Kanahia
- Margaretta
- Miraglossum
- Odontostelma
- Oxystelma
- Pachycarpus
- Parapodium
- Pergularia
- Schizoglossum
- Solenostemma
- Stathmostelma
- Stenostelma
- Trachycalymma
- Woodia
- Xysmalobium

Trong một nghiên cứu phát sinh chủng loài năm 2017 người ta thấy rằng phần lớn các chi tách ra từ Asclepias nghĩa rộng như Gomphocarpus, Pachycarpus, Stathmostelma, Xysmalobium, Schizoglossum và Aspidoglossum là không đơn ngành, nhưng Glossostelma là đơn ngành.